# IC 1212
IC 1212 је галаксија у сазвјежђу Змај која се налази на листи објеката дубоког неба у Индекс каталогу.
Деклинација објекта је + 64° 13' 31" а ректасцензија 16h 15m 30,7s. Привидна величина (магнитуда) објекта IC 1212 износи 14,6 а фотографска магнитуда 15,6. IC 1212 је још познат и под ознакама CGCG 320-16, NPM1G +64.0146, PGC 57633.